# René Audet
Pour les articles homonymes, voir Audet.
René Audet, né en 1974, est un chercheur et professeur d'université québécois.

## Biographie
René Audet est professeur titulaire à l'Université Laval au Département de littérature, théâtre et cinéma. Sa thèse, déposée en 2003 à l'Université Laval, portait sur la forme du recueil et ses enjeux.
Il dirige le Laboratoire Ex situ et le pôle Québec du projet Littérature québécoise mobile,. Ce projet de recherche en partenariat financé avec le CRSH, s'intéresse aux relations entre la littérature et le numérique au Québec ; il a notamment proposé une veille des pratiques littéraires en début de pandémie (2020) et compte, parmi ses objectifs, de répertorier les oeuvres littéraires numériques québécoises,.
En 1999, il lance, aux côtés d'Alexandre Gefen, le Groupe de recherche Fabula, qui rassemble des chercheurs sur les enjeux autour des études littéraires.
Il a également été titulaire de la Chaire de recherche du Canada en littérature contemporaine (2003-2013), qui s'inscrivait dans le cadre des activités du Centre de recherche interuniversitaire sur la littérature et la culture québécoises,.

## Publications

### Ouvrages
- Des textes à l'oeuvre : la lecture du recueil de nouvelles, Québec, Éditions Nota bene, coll. « Études », 2000, 159 p.  (ISBN 2-89518-047-4).
- Frontières de la fiction, sous la direction de René Audet et Alexandre Gefen, Québec ; Bordeaux, Éditions Nota bene ; Presses universitaires de Bordeaux, coll. « Fabula », 2002, 435 p.  (ISBN 2-89518-090-3 et 2867812933).
- La narrativité contemporaine au Québec. 1. La littérature et ses enjeux narratifs, sous la direction d'Andrée Mercier et René Audet, Québec, Presses universitaires de l'Université Laval, 2004, 318 p.  (ISBN 2-7637-8062-8 et 2-7637-8063-6).
- La fiction, suites et variations, sous la direction de René Audet et Richard St-Gelais, Rennes ; Québec, Presses universitaires de Rennes ; Éditions Nota bene, 2007, 371 p.  (ISBN 978-2-7535-0484-4 et 978-2-89518-269-6).
- Enjeux du contemporain. Études sur la littérature actuelle, Québec, Éditions Nota bene, coll. « Contemporanéités », 2009, 240 p.  (ISBN 978-2-89518-313-6).
- Portrait d'une pratique vive : la nouvelle au Québec (1995-2010), sous la direction de René Audet et Philippe Mottet, Québec, Éditions Nota bene, coll. « Contemporanéités », 2013, 433 p.  (ISBN 9782895184461).
- Version 0. Notes sur le livre numérique, Québec, Codicille, 2018, 152 p.  (ISBN 9782924446119).
- Ce que le personnage contemporain dit à la critique, sous la direction de Nicolas Xanthos et René Audet, Paris, Presses de la Sorbonne Nouvelle, 2019, 214 p.  (ISBN 2379060150 et 978-2379060151).
- L'intelligence artificielle et le monde du livre. Livre blanc, avec Tom Lebrun, 2020, 30 p. [lire en ligne].
  - Artificial intelligence and the Book Industry. White Paper, traduit vers l'anglais par Tiffany Templeton, 2020, 30 p. [lire en ligne].

### Direction de dossiers de revues
- « Dérives de l'essai », Études littéraires, vol. 37 n° 1 (automne 2005).
- « Actualités du récit. Pratiques, théories, modèles », avec Nicolas Xanthos, Protée, vol. 34 n° 2-3 (automne-hiver 2006).
- « Enrique Vila-Matas : miroirs de la fiction », temps zéro, n° 3, 2010. [lire en ligne].
- « Premières approches, prise deux - Cahiers virtuels », avec Gabriel Tremblay-Gaudette et Joëlle Gauthier, n° 5, section « Recherches », NT2 (Nouvelles technologies nouvelles textualités. Le laboratoire de recherche sur les œuvres hypermédiatiques), 2011. [lire en ligne].
- « Le livre et l'imprimé engagés », avec Marie-Hélène Jeannotte, Mémoires du livre, vol. 3, n° 1, 2011. [lire en ligne].
- « Le roman contemporain au détriment du personnage », avec Nicolas Xanthos, L'esprit créateur, vol. 54, n° 1 (printemps 2014).
- « Les essais québécois contemporains au confluent des discours », avec Pascal Riendeau, Voix et images 117, vol. XXXIX, n° 3 (printemps-été 2014).
- « Enjeux contemporains du patrimoine littéraire. Genèse et déclin des collections de monographies illustrées », codirigé avec David Martens, Études littéraires, vol. 50, n° 1, 2021, [lire en ligne].

## Prix et honneurs
- 1999 : lauréat du prix Jacques-Blais pour Des textes à l'oeuvre : la lecture du recueil de nouvelles[11]
- 2021 : finaliste aux prix Impacts du Conseil de recherches en sciences humaines du Canada, catégorie Connexion[12],[13]